# Medowo
Medowo is een bestuurslaag in het regentschap Kediri van de provincie Oost-Java, Indonesië. Medowo telt 3139 inwoners (volkstelling 2010).